# Felipa Plantagenet
Felipa Plantagenet (16 d'agost de 1355 - 5 de gener de 1382) va ser Comtessa de l'Ulster.
Va néixer al Palau d'Eltham, a Kent (Anglaterra) el 16 d'agost de 1355. Era l'únic fill de Lionel d'Anvers i Elisabet de Brugh. El seu pare era el Duc de Clarence i el segon fill del rei Eduard III d'Anglaterra, i la seva mare era la quarta Comtessa d'Ulster.
Vers el 1368 Felipa es va casar amb Edmund Mortimer, el tercer Comte de March. Els descendents de la parella jugarien un paper molt important en la futura història d'Anglaterra, ja que s'unirien per matrimoni a la Casa de York i acabarien reclamant el tron d'Anglaterra basant-se en el seu llinatge. Les seves aspiracions es veurien acomplertes amb la coronació d'Eduard IV.
Felipa morí el 5 de gener de 1382 a Cork, Irlanda.

## Descendència
Felipa i Edmund tingueren 5 fills:
- Elisabet de Mortimer (12 de febrer de 1370/1371 - 20 d'abril de 1417): Casada en primeres núpcies amb Enric Percy i en segones amb Tomàs Camoys)
- Roger Mortimer (11 d'abril de 1374 - 20 de juliol de 1398): 4t Comte de March. La candidatura al tron de la Casa de York era a través de la seva filla i hereva Anna Mortimer.
- Felipa de Mortimer (21 de novembre de 1375 - 24 de setembre de 1401): Casada en primeres núpcies amb Joan Hastings, 3r comte de Pembroke, en segones amb Sir Tomàs Poynings de Basing, i en terceres amb Ricard Fitzalan, 11è comte d'Arundel.
- Sir Edumnd Mortimer (9 de novembre de 1376 - 1409?): Casat amb Caterina Glyndŵr, la filla d'Owain Glyndŵr.
- Sir Joan de mortimer (vers 1378 - 1424)